# شوا هيون تاي
شوا هيون تاي (7 نوفمبر 1978 بوسان كوريا الجنوبية - ) هو لاعب كرة قدم كوري جنوبي، شارك في الألعاب الأولمبية الصيفية 2000.

## روابط خارجية
- شوا هيون تاي على موقع الاتحاد الدولي (مؤرشف)  (الإنجليزية)
- شوا هيون تاي على موقع دوري كوريا الجنوبية (الإنجليزية)
- شوا هيون تاي على موقع قاعدة بيانات كرة القدم.إي يو (الإنجليزية)
- شوا هيون تاي على موقع أوليمبيديا (الإنجليزية)